# North Clearwater (Minnesota)
North Clearwater es un territorio no organizado ubicado en el condado de Clearwater en el estado estadounidense de Minnesota. En el Censo de 2010 tenía una población de 87 habitantes y una densidad poblacional de 0,18 personas por km².

## Geografía
North Clearwater se encuentra ubicado en las coordenadas 47°53′26″N 95°25′47″O / 47.89056, -95.42972. Según la Oficina del Censo de los Estados Unidos, North Clearwater tiene una superficie total de 496.74 km², de la cual 488.23 km² corresponden a tierra firme y (1.71%) 8.51 km² es agua.

## Demografía
Según el censo de 2010, había 87 personas residiendo en North Clearwater. La densidad de población era de 0,18 hab./km². De los 87 habitantes, North Clearwater estaba compuesto por el 3.45% blancos, el 0% eran afroamericanos, el 89.66% eran amerindios, el 0% eran asiáticos, el 0% eran isleños del Pacífico, el 0% eran de otras razas y el 6.9% pertenecían a dos o más razas. Del total de la población el 4.6% eran hispanos o latinos de cualquier raza.